# Józef Marcinkowski
Józef Walenty Marcinkowski vel Stanisław Synakowski, ps. „Wybój”, „Sęp” (ur. 14 lutego 1900 w Mokowie, zm. 1 grudnia 1951 w Warszawie) – żołnierz Armii Krajowej, syn Józefa i Teofili z d. Mync.

## Okres I wojny światowej i międzywojenny
W czasie I wojny światowej należał do POW w latach 1916–1918. Po odzyskaniu niepodległości wstąpił do Wojska Polskiego, brał udział w wojnie polsko-bolszewickiej i był ranny w 1920 r. W latach 1929–1939 pracował jako urzędnik w wydziale hipotecznym Sądu Grodzkiego w Sierpcu.

## Okres II wojny światowej
W czasie kampanii wrześniowej walczył w składzie 8 pułku artylerii lekkiej. Członek ZWZ (od 1942 w Armii Krajowej). W Kowlu na Wołyniu dostał się do sowieckiej niewoli. Zbiegł z niej po 2 tygodniach i przedostał się do Warszawy. Pod przybranym nazwiskiem Stanisław Synakowski osiedlił się w Czubajowiźnie, gm. Ręczaje Polskie, pow. Radzymin i wstąpił do organizacji podziemnej Korpus Obrońców Polski. Utworzył oddział (tzw. Grupę Ręczajską) wchodzący w skład 1. plutonu dywersyjnego Ośrodka Radzymin-Wołomin Obwodu AK Radzymin „Rajski Ptak”. Przyjął ps. „Wybój”, używał też ps. „Sęp”. 1943–1944 jego oddział specjalny „Ręczaje” wykonał kilka akcji przeciw żandarmerii niemieckiej. M.in. opanował urząd pracy (Arbeitsamt) w Wołominie, niszcząc dokumenty i likwidując słynącego z sadyzmu wobec Polaków kierownika tego urzędu, Otto Schysslera. Schyssler został przy tym uprowadzony do dorożki, powożonej przez Marcinkowskiego. Podczas szamotaniny „Wybój” został lekko ranny, wykonał jednak egzekucję Niemca. 17 lipca 1944 jego oddział brał udział w ataku na posterunek własowców w Ryplówce koło Klembowa. Od 25 lipca do 30 lipca 1944 ubezpieczał Sztab Podokręgu Warszawa Wschód w miejscowości Dębinki k. Tłuszcza. 10 sierpnia 1944 rozwiązał swój oddział i powrócił do Sierpca.

## Okres powojenny
Do lipca 1946 pracował ponownie w Sądzie Grodzkim w Sierpcu. Na początku 1945 wstąpił do PSL. Pod ps. „Łysy” rozpoczął akcje zbrojne przeciwko sowieckim okupantom w ramach Ruchu Oporu Armii Krajowej. Ujawniał się dwa razy – w latach 1945 i 1947. Oddział ROAK Obwodu Mewa, którym dowodził, pozostawał w kontakcie operacyjnym z Dowództwem 23 Okręgu Narodowego Zjednoczenia Wojskowego. Marcinkowski został mianowany dowódcą jednego z rejonów NZW, mając pod swymi rozkazami oddziały Henryka Gąsika ps. „Mściciel” oraz Wiktora Stryjewskiego ps. „Cacko”. Działał też w pow. Płock i Mława, organizował akcje na posterunki MO, placówki UB, m.in. nieudany atak na szefa PUBP w Sierpcu, Goldberga-Żółtogórskiego. Latem 1946 uciekł z Sierpca i ukrywał się. Jesienią tworzył zgrupowanie leśnych oddziałów w okolicach Koziebród. Scalał „dzikie” grupy ukrywających się byłych żołnierzy AK. W 1947 ujawnił się podczas amnestii, lecz od 1948 ponownie ukrywał się.
W 1949 założył organizację Samoobrona Ziemi Mazowieckiej, działającą w Warszawie i okolicach. Używał ps. „Andrzej”.

## Aresztowanie, więzienie i śmierć
Po rozbiciu jego oddziałów przez KBW i MO nawiązał kontakt z fikcyjną, stworzoną przez bezpiekę V Komendą WIN-u. 11 czerwca 1950 został aresztowany. Przeszedł ciężkie śledztwo w Pałacu Mostowskich, biorąc całą winę na siebie. Oskarżony przez prokuratora Bogusława Knoblocha o przynależność do NOW-u i NSZ oraz próbę obalenia ustroju. Proces wykazał także, że po upadku powstania w getcie warszawskim Marcinkowski przeprowadzał akcje przeciwko ukrywającym się w okolicach Warszawy Żydom. 7 maja 1951 r. skazany został przez WSR, znak akt 17/51 w składzie: przewodniczący – Jerzy Drohomirecki, ławnicy – Zygmunt Otto i Wiesław Stojek, na karę śmierci. 1 grudnia 1951 został stracony w więzieniu mokotowskim w Warszawie. Grób symboliczny znajduje się na Cmentarzu Wojskowym na Powązkach w Warszawie w Kwaterze „Na Łączce”.
W roku 2007 został oczyszczony z zarzutu „wrogiej działalności wymierzonej w państwo polskie po roku 1944”. Jednak wyrok skazujący Marcinkowskiego za działalność antyżydowską nie został anulowany.